# Brovalltjärnen
Brovalltjärnen är en sjö i Härjedalens kommun i Härjedalen och ingår i Ljusnans huvudavrinningsområde. Sjön har en area på 0,0962 kvadratkilometer och ligger 822,9 meter över havet. Brovalltjärnen ligger i Brovallvålen Natura 2000-område. Sjön avvattnas av vattendraget Kvarnån (Brovallbrynnet).

## Delavrinningsområde
Brovalltjärnen ingår i det delavrinningsområde (691403-137077) som SMHI kallar för Utloppet av Brovalltjärnen. Medelhöjden är 854 meter över havet och ytan är 4,21 kvadratkilometer. Det finns ett avrinningsområde uppströms, och räknas det in blir den ackumulerade arean 4,78 kvadratkilometer. Kvarnån (Brovallbrynnet) som avvattnar avrinningsområdet har biflödesordning 2, vilket innebär att vattnet flödar genom totalt 2 vattendrag innan det når havet efter 341 kilometer. Avrinningsområdet består mestadels av kalfjäll (82 procent). Avrinningsområdet har 0,1 kvadratkilometer vattenytor vilket ger det en sjöprocent på 2,3 procent.